# Bezirk Baden (Aargau)
| Sitze im Grossen Rat (2025–2028)                                                     |
| Insgesamt 29 Sitze - Grüne: 2 - SP: 5 - GLP: 3 - EVP: 1 - Mitte: 5 - FDP: 5 - SVP: 8 |

Einwohnerzahl

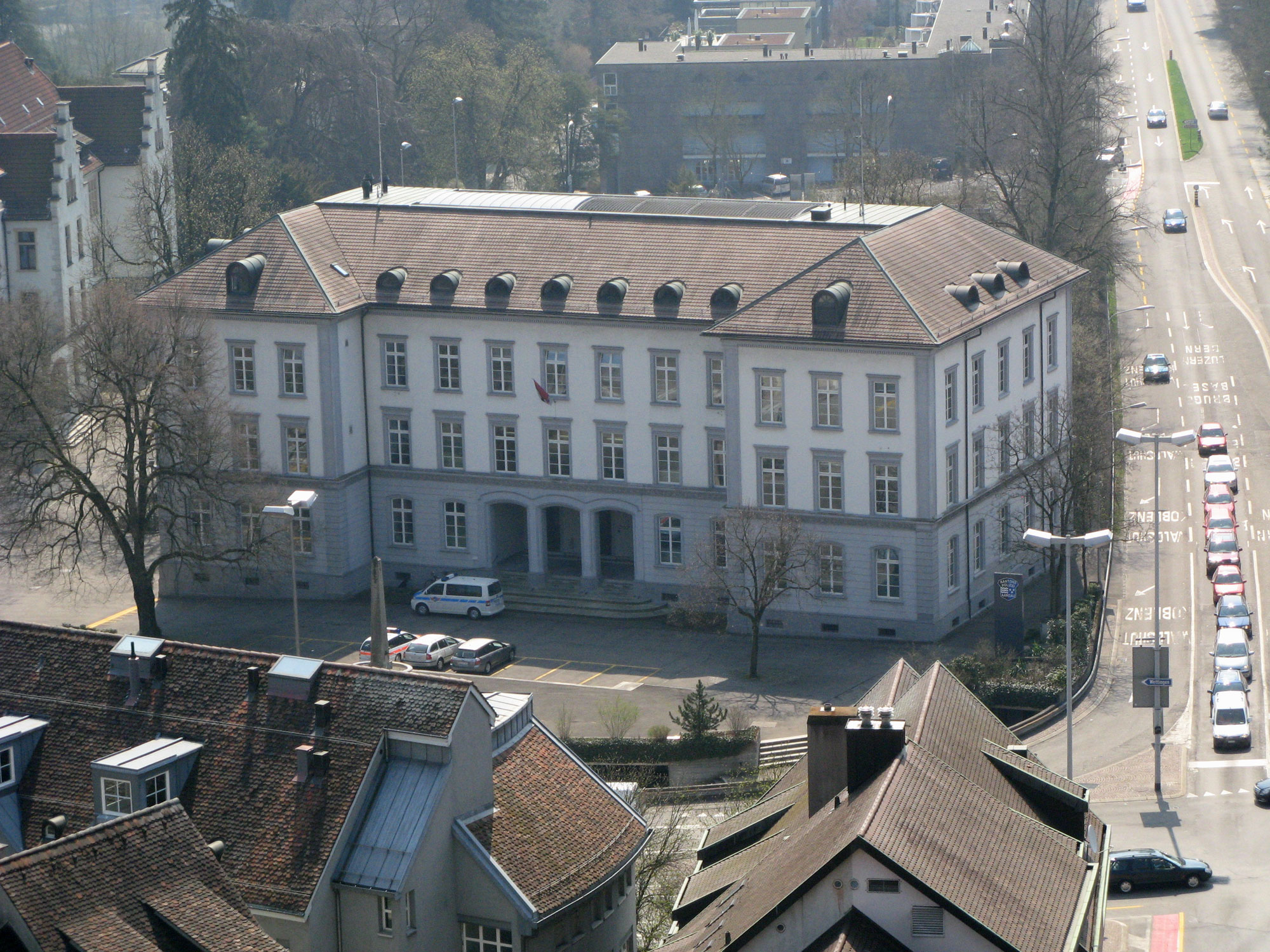
Bezirksgebäude Baden

Der Bezirk Baden ist ein Bezirk des Kantons Aargau in der Schweiz, der im Wesentlichen die Gegend südlich der Lägern sowie den Unterlauf der Limmat und der Reuss umfasst.

## Geschichte
Historisch entwickelte sich der Bezirk Baden aus der mittelalterlichen Grafschaft Baden, welche nach der Eroberung des ehemals habsburgischen Aargaus im Jahre 1415 durch die Eidgenossen eine gemeinschaftliche Herrschaft der eidgenössischen Stände war und die 1798 nach der Helvetischen Revolution und der damit verbundenen Besetzung durch die Franzosen in den helvetischen Kanton Baden eingegliedert wurden. 1803 wurde der Kanton Baden durch die Mediationsakte aufgelöst und mit dem Kanton Fricktal und dem helvetischen Kanton Aargau zum aktuellen Kanton Aargau zusammengelegt. Aus der vormaligen Grafschaft Baden wurden die Bezirke Baden und Zurzach des Kantons Aargau. Die Badener Artikel vom 27. Januar 1834 waren Beschlüsse, mit denen die römisch-katholische Kirche weitgehend unter staatliche Aufsicht gestellt werden sollte.

## Einwohnergemeinden
Der Bezirk umfasst 25 Einwohnergemeinden, grösster Ort ist Baden. Nachstehend die Liste:
| Wappen          | Name der Gemeinde | Einwohner (31. Dezember 2023) | Fläche in km² | Einw. pro km² |
| --------------- | ----------------- | ----------------------------- | ------------- | ------------- |
| Baden           | Baden (mit Turgi) | 23'587                        | 14,72         | 1602          |
| Bellikon        | Bellikon          | 1592                          | 4,94          | 322           |
| Bergdietikon    | Bergdietikon      | 2946                          | 5,94          | 496           |
| Birmenstorf     | Birmenstorf (AG)  | 3040                          | 7,80          | 390           |
| Ehrendingen     | Ehrendingen       | 4906                          | 7,29          | 673           |
| Ennetbaden      | Ennetbaden        | 3672                          | 2,11          | 1740          |
| Fislisbach      | Fislisbach        | 6090                          | 5,05          | 1206          |
| Freienwil       | Freienwil         | 1116                          | 3,99          | 280           |
| Gebenstorf      | Gebenstorf        | 5761                          | 5,65          | 1020          |
| Killwangen      | Killwangen        | 2242                          | 2,43          | 923           |
| Künten          | Künten            | 1917                          | 4,89          | 392           |
| Mägenwil        | Mägenwil          | 2215                          | 3,48          | 636           |
| Mellingen       | Mellingen         | 6170                          | 4,87          | 1267          |
| Neuenhof        | Neuenhof          | 9087                          | 5,38          | 1689          |
| Niederrohrdorf  | Niederrohrdorf    | 4648                          | 3,33          | 1396          |
| Oberrohrdorf    | Oberrohrdorf      | 4255                          | 4,30          | 990           |
| Obersiggenthal  | Obersiggenthal    | 8881                          | 8,36          | 1062          |
| Remetschwil     | Remetschwil       | 2113                          | 3,88          | 545           |
| Spreitenbach    | Spreitenbach      | 12'512                        | 8,60          | 1455          |
| Stetten         | Stetten (AG)      | 2496                          | 4,41          | 566           |
| Untersiggenthal | Untersiggenthal   | 7615                          | 8,28          | 920           |
| Wettingen       | Wettingen         | 21'479                        | 10,60         | 2026          |
| Wohlenschwil    | Wohlenschwil      | 1867                          | 4,39          | 425           |
| Würenlingen     | Würenlingen       | 5120                          | 9,37          | 546           |
| Würenlos        | Würenlos          | 6830                          | 9,03          | 756           |
| Total (25)      | Total (25)        | 152'157                       | 153,09        | 994           |

## Kloster Fahr
Das bis 2007 keiner politischen Gemeinde zugeordnete Priorat Fahr ist eine Aargauer Exklave im zürcherischen Limmattal. Seit 2008 gehört das Gebiet zum Territorium der Aargauer Gemeinde Würenlos. 1889 hatte Würenlos erstmals versucht, das 1,48 Hektaren grosse Klostergut einzugemeinden.

## Veränderungen im Gemeindebestand

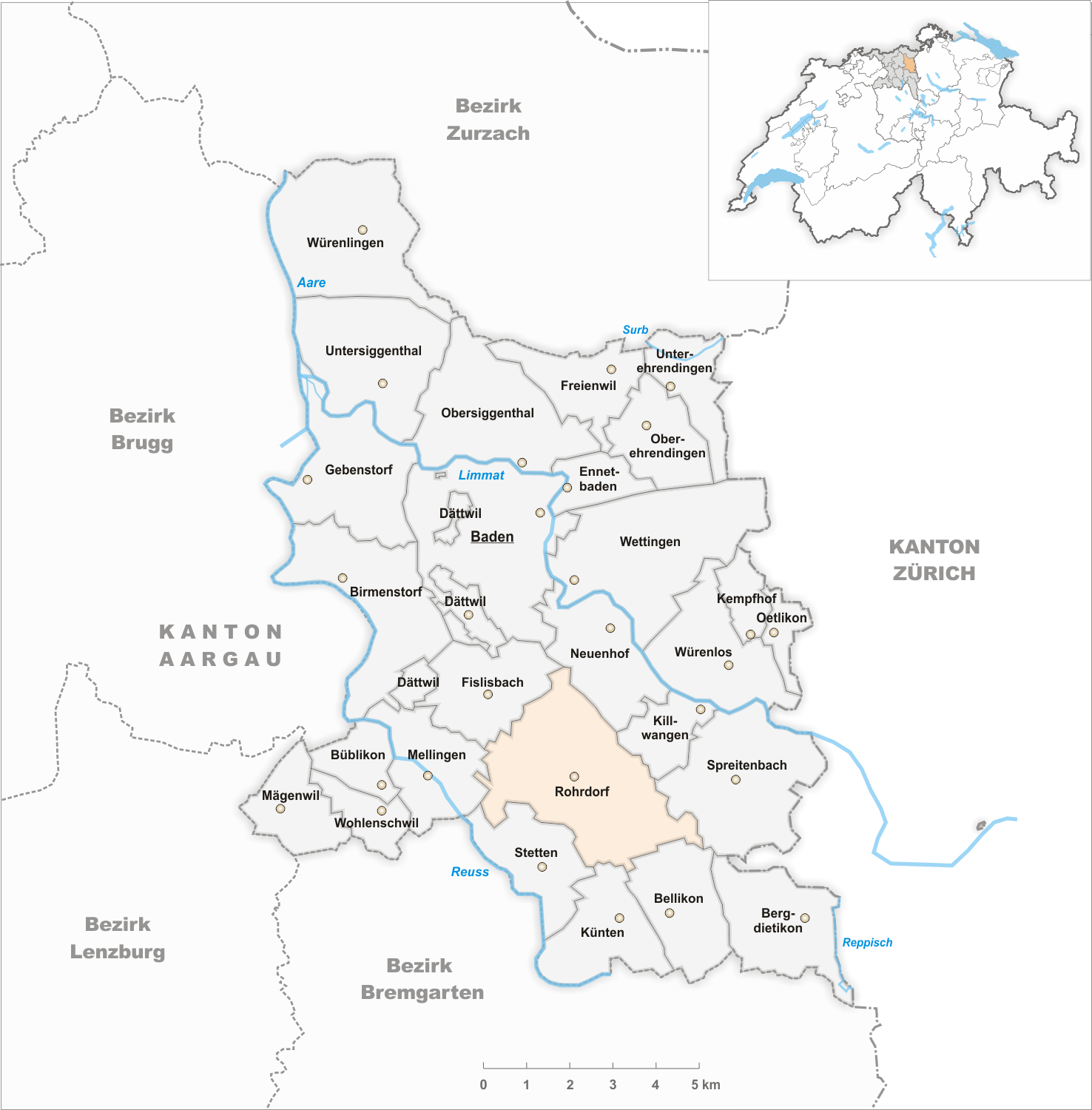
Gemeinden bis 1853
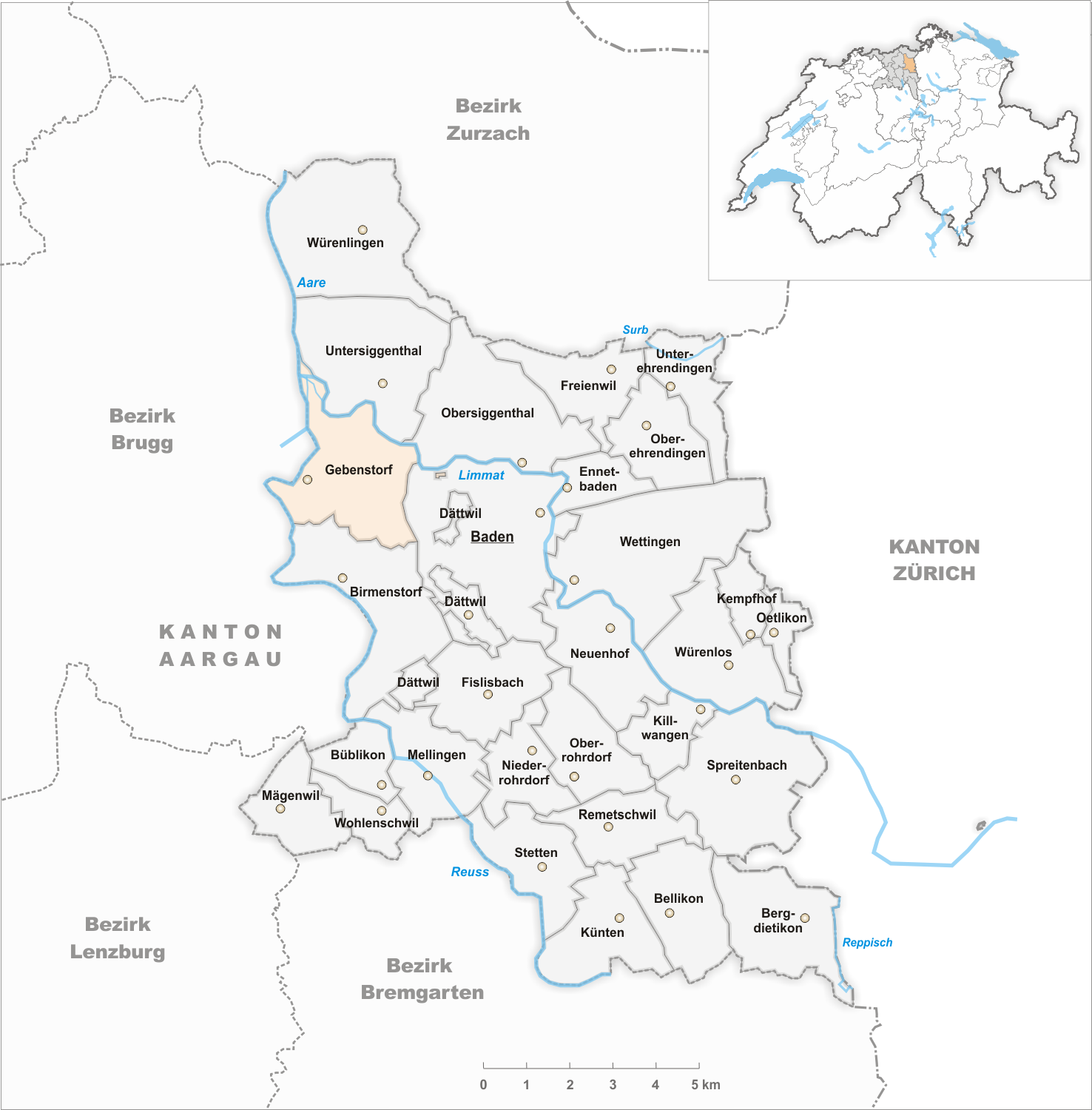
Gemeinden bis 1882
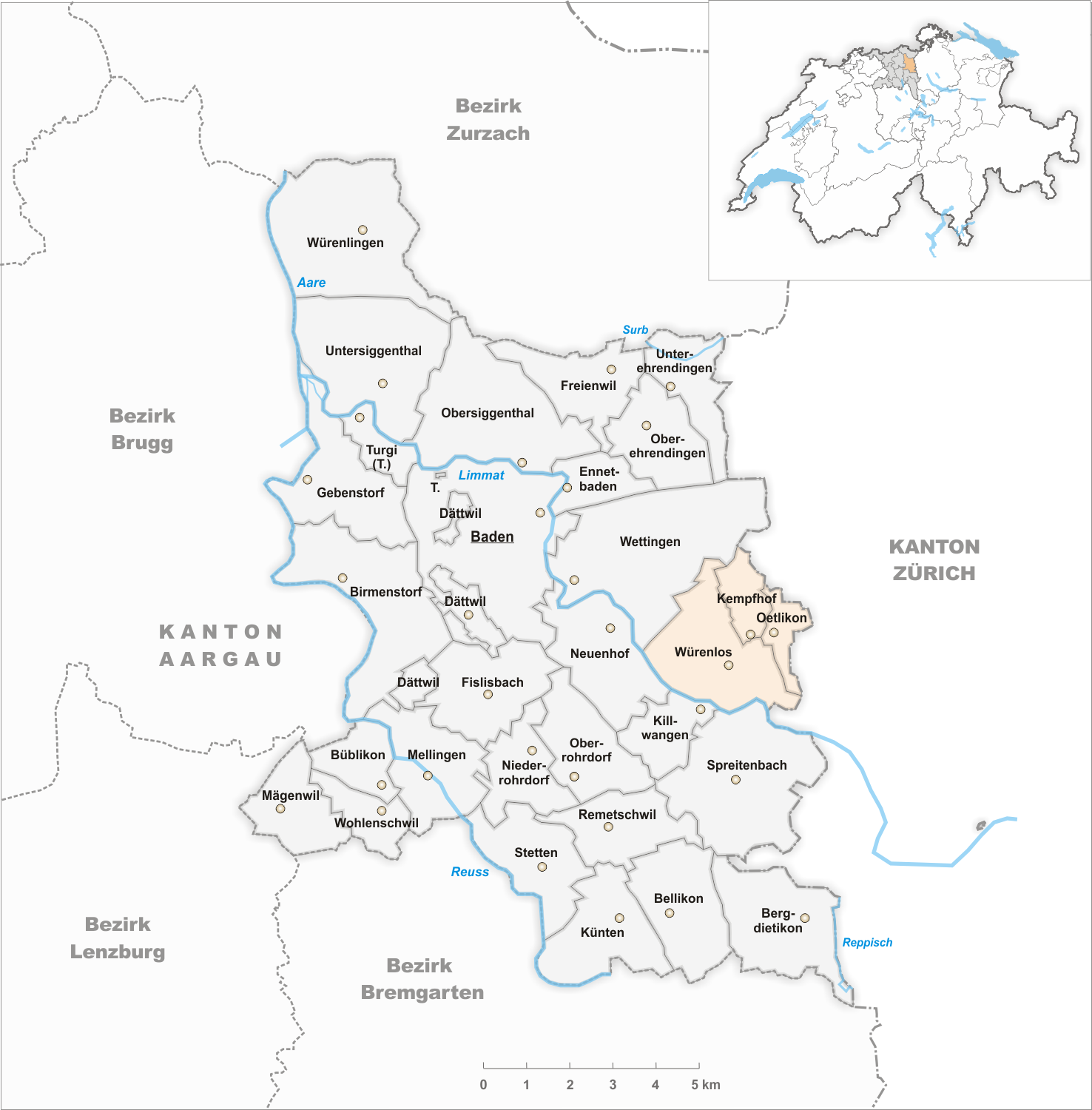
Gemeinden bis 1899
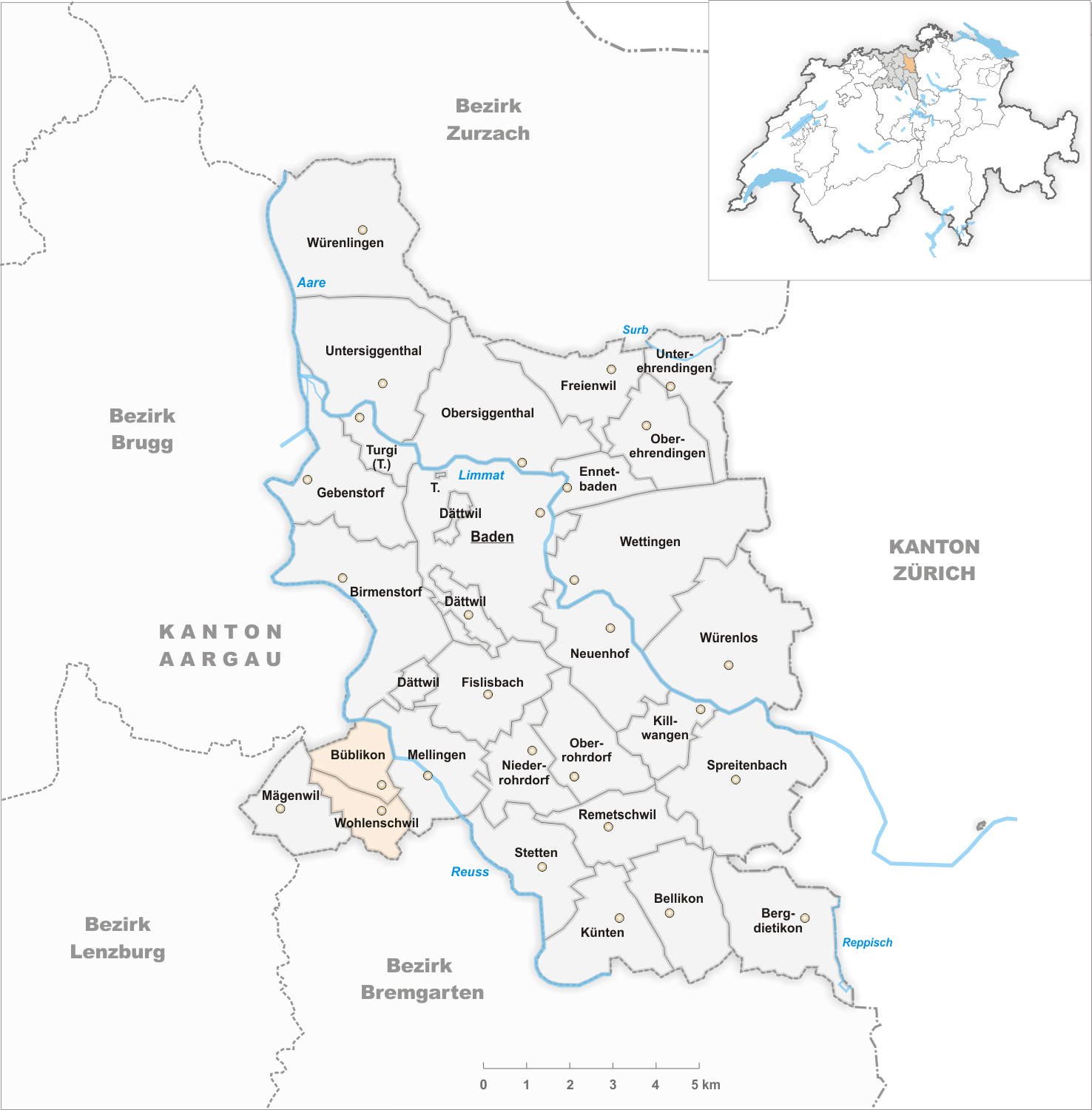
Gemeinden bis 1905
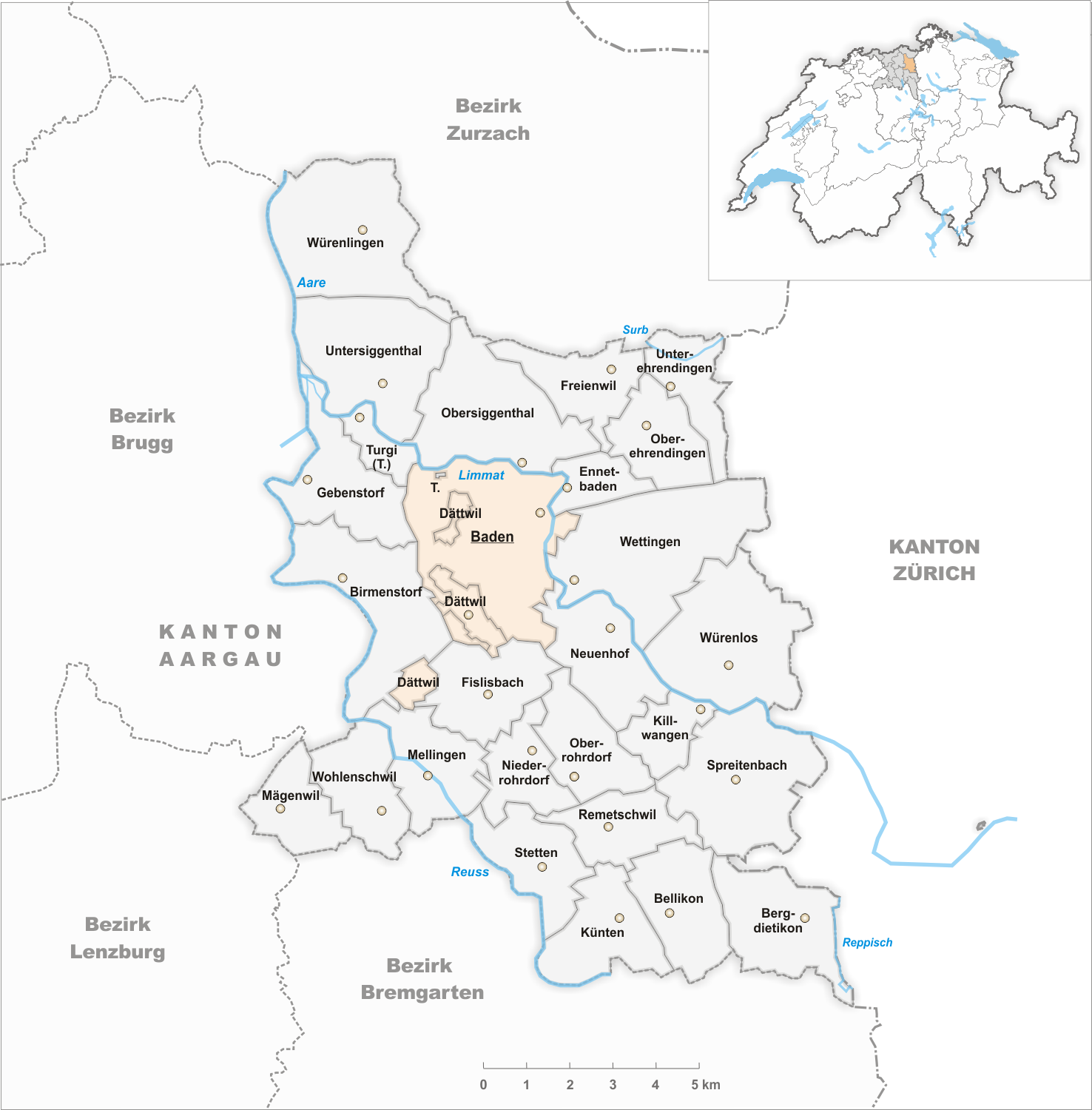
Gemeinden bis 1961
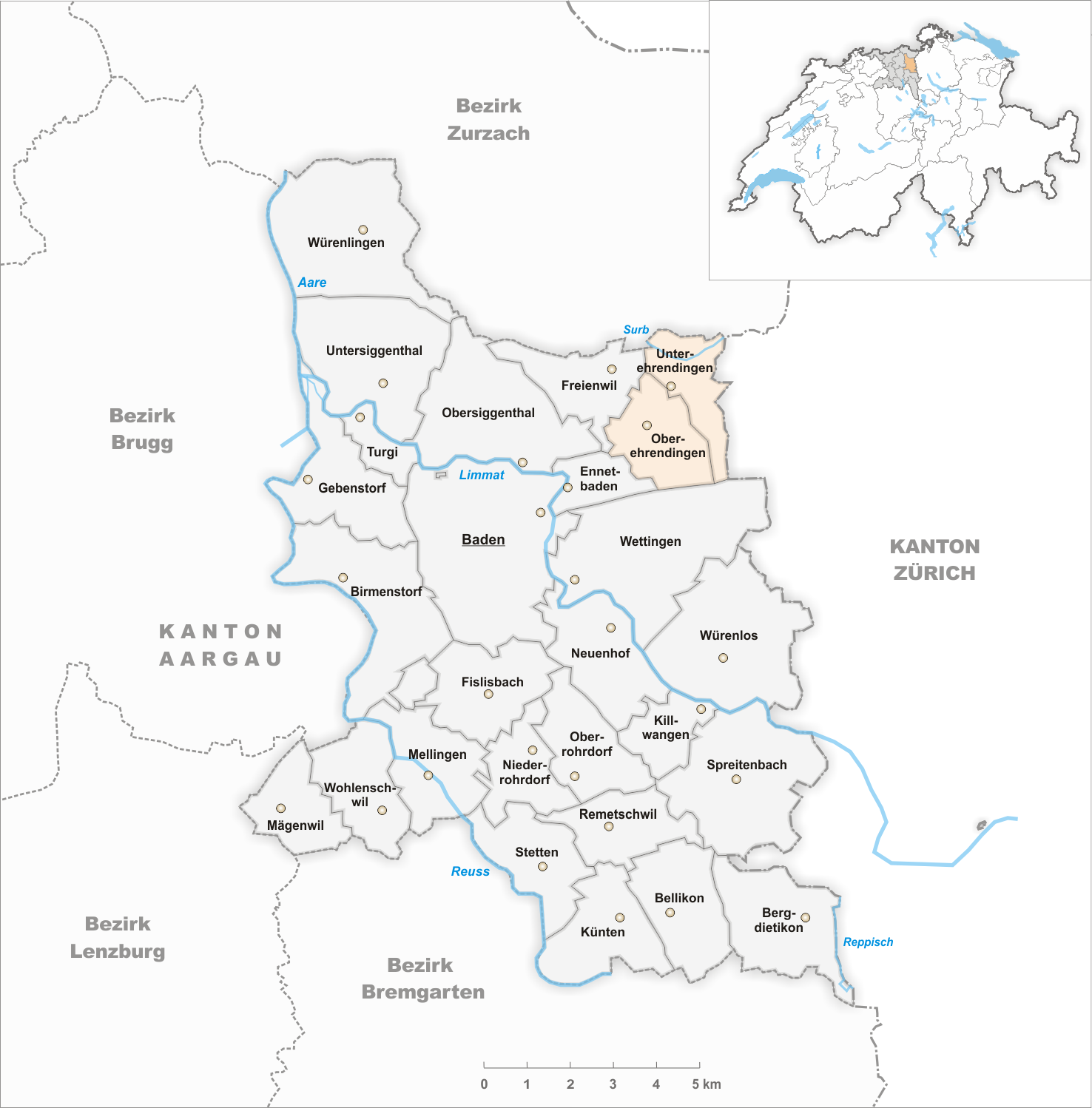
Gemeinden bis 2005
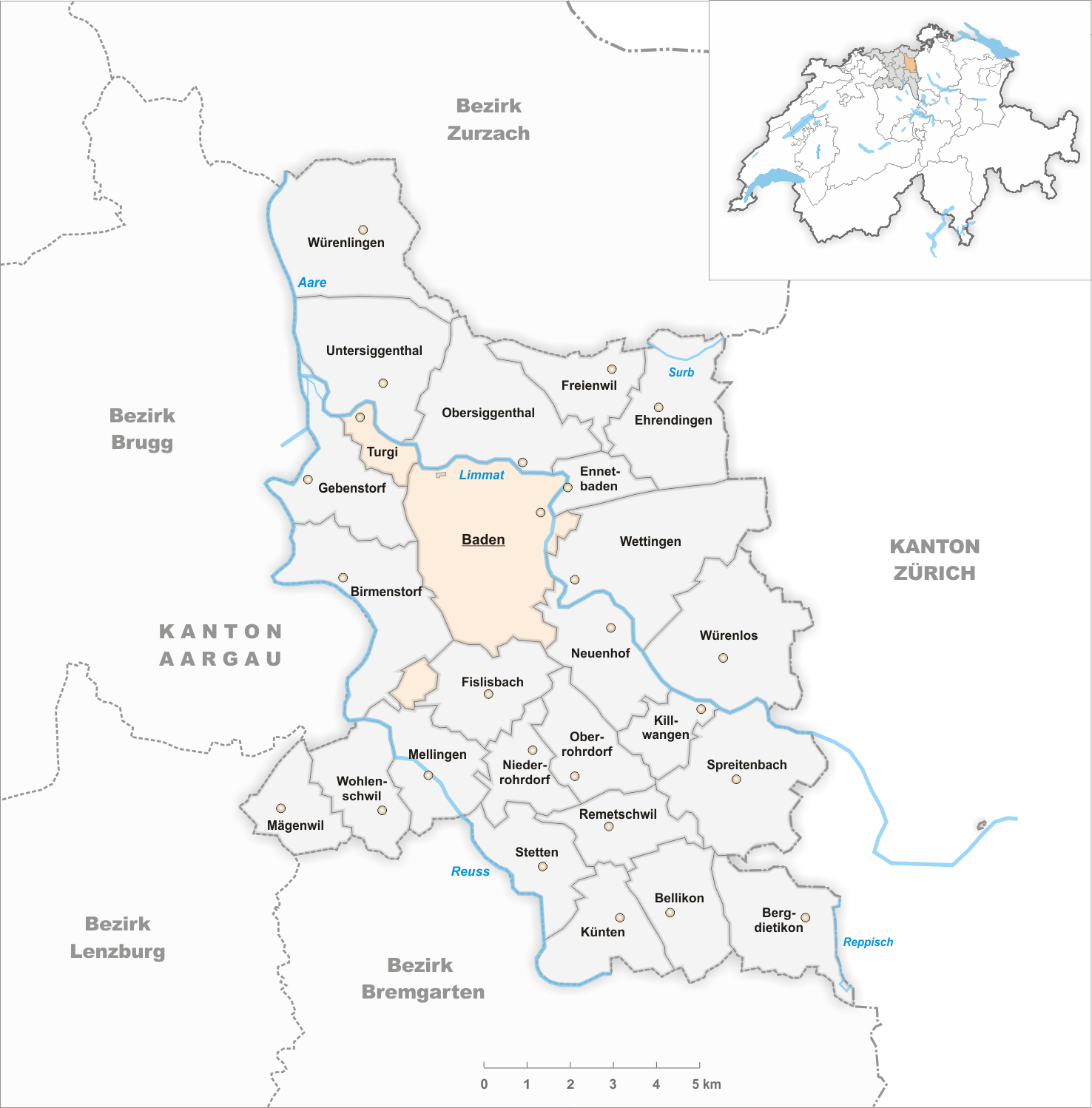
Gemeinden bis 2023

- 1803: Fusion Bellikon und Hausen → Bellikon
- 1803: Abspaltung von Dietikon (im Kanton Zürich) → Bergdietikon (im Kanton Aargau) und Dietikon (im Kanton Zürich)
- 1805: Fusion Busslingen, Niederrohrdorf, Oberrohrdorf, Remetschwil und Staretschwil → Rohrdorf
- 1819: Abspaltung von Baden → Ennetbaden
- 1825: Abspaltung von Ehrendingen → Oberehrendingen und Unterehrendingen
- 22. Mai 1854: Aufteilung von Rohrdorf → Niederrohrdorf, Oberrohrdorf und Remetschwil
- 1883: Abspaltung von Gebenstorf → Turgi
- 1900: Fusion Kempfhof, Oetlikon und Würenlos → Würenlos
- 1906: Fusion Büblikon und Wohlenschwil → Wohlenschwil
- 1962: Fusion Baden und Dättwil → Baden
- 1972: Fusion Künten und Sulz → Künten
- 2006: Fusion Oberehrendingen und Unterehrendingen → Ehrendingen
- 2024: Fusion Baden und Turgi → Baden

## Ortschaften
| PLZ  | Name der Ortschaft | Gemeinde        |
| ---- | ------------------ | --------------- |
| 5405 | Dättwil            | Baden           |
| 5406 | Rütihof            | Baden           |
|      | Hausen             | Bellikon        |
|      | Baltenschwil       | Bergdietikon    |
|      | Bernold            | Bergdietikon    |
|      | Gwinden            | Bergdietikon    |
|      | Herrenberg         | Bergdietikon    |
|      | Kindhausen         | Bergdietikon    |
|      | Müslen             | Birmenstorf     |
| 5420 | Oberehrendingen    | Ehrendingen     |
| 5420 | Unterehrendingen   | Ehrendingen     |
|      | Sulz               | Künten          |
|      | Eckwil             | Mägenwil        |
|      | Holzrüti           | Niederrohrdorf  |
|      | Vogelrüti          | Niederrohrdorf  |
|      | Staretschwil       | Oberrohrdorf    |
| 5415 | Hertenstein        | Obersiggenthal  |
| 5416 | Kirchdorf          | Obersiggenthal  |
| 5415 | Nussbaumen         | Obersiggenthal  |
| 5415 | Rieden             | Obersiggenthal  |
|      | Busslingen         | Remetschwil     |
|      | Sennhof            | Remetschwil     |
| 5417 | Ennetturgi         | Untersiggenthal |
|      | Büblikon           | Wohlenschwil    |
|      | Kempfhof           | Würenlos        |
|      | Oetlikon           | Würenlos        |